# Metrotown
Metropolis ou Metrotown est un centre commercial situé dans la ville de Burnaby, en Colombie-Britannique. Avec plus de 470 commerces et services, il est le plus grand centre commercial de la Colombie-Britannique et le 3e plus grand au Canada. Le centre est relié par une voie de skytrain à la station Metrotown. Deux immeubles de bureaux font partie du complexe, avec un troisième en cours de construction.
Le centre est visité par 27 millions de clients par année. 

## Origine du nom
Le chercheur urbain et économiste RW Archer a crédité le Baltimore Regional Planning Council (BRPC) pour avoir inventé le terme «metrotown» en 1962. Le BRPC envisageait les métropoles comme des "développements urbains cohérents ... déployés radialement et dans une série d'anneaux autour de la ville de Baltimore", chacun pouvant accueillir de 100 000 à 200 000 personnes et à des densités plus élevées que ce qui était alors courant dans les zones suburbaines.
Archer a adapté le terme dans son article en deux parties de New Town à Metrotown and Regional Cities, paru dans le numéro de juillet 1969 du Journal Américain d'Économie et de Sociologie, pour faire référence à «une unité de développement métropolitain planifié» consistant d'une grande variété d'utilisations du sol et offrant "une grande partie de l'emploi local et des services de type ville", mais toujours "significativement interdépendants avec le reste de la métropole". Il a en outre suggéré que la construction d'une série de villes métropolitaines connectées était la manière la plus rentable d'établir de nouvelles implantations urbaines, et a vu des développements autour de Stockholm comme Vällingby et Högdalen comme des exemples de ce type de forme bâtie.
Le terme a ensuite été adopté par la municipalité de Burnaby dans les années 1970, initialement comme nom commun pour désigner un type de développement urbain; il est finalement devenu un nom propre se référant exclusivement à la zone autour de l'intersection de Kingsway et de l'avenue Sussex.

## Population
En 2006, Metrotown avait une population de 25 540 habitants, augmentant de 4 % par rapport à 2001. Entre 1991 et 2001, la population du centre-ville a augmenté de 43,9 %. Les emplois dans le centre-ville étaient au nombre d'environ 22 900 en 2006, représentant 20 % de l'emploi à Burnaby.
Selon le recensement de 2006, 53 % des résidents du secteur de recensement immédiatement au sud de la station Metrotown SkyTrain se rendaient au travail en transport en commun, le plus élevé de tous les secteurs de recensement dans la région métropolitaine de Vancouver ; la part modale du transport en commun pour travailler pour le toute la zone Metrotown était d'environ 42%

## Locataires
- Compagnie de la Baie d'Hudson
- Toys "R" Us
- Sport Chek/Atmosphere - anciennement Eaton's
- Chapters
- Forever 21
- H&M
- Old Navy
- Real Canadian Superstore
- Urban Behavior
- Winners/HomeSense
- Zara - anciennement Eaton's
- Cineplex Cinemas

### Anciens locataires
- Rainforest Cafe - fermé en octobre 2001
- Zellers 440 - anciennement Woodward's
- Target - anciennement Zellers (ouvert le 13 novembre 2013 à la place du Zellers, fermé 11 avril 2015)
- Woodward's -remplacé par Zellers et T&T Supermarket puis Target (maintenant vacant)
- Eaton's - fermé en 1999 remplacé depuis par  Zara  et Sport Chek
- Home Outfitters - fermé en 2015
- Famous Players SilverCity - (maintenant Cineplex Cinemas)
- Sears Canada- fermé en 2018

## Expansions
Metrotown Centre a ouvert ses portes en 1986 - attaché à Woodward's Department Store et Sears Canada qui se trouvant à cet endroit depuis le début des années 1950 - sur un terrain qui avait déjà été occupé par des entrepôts, de l'industrie légère  et un supermarché, et qui était adjacente à l'ancienne ligne ferroviaire interurbaine de Vancouver (maintenant devenue la ligne de SkyTrain). Le centre commercial a été agrandi et rénové plusieurs fois, et a contribué à la croissance rapide de la population de la région. 
Deux centres commerciaux supplémentaires ont été construits à côté de Metrotown - Eaton Centre et la Station Square. Ces trois centres différents sont reliés par un pont, comme l'étaient les deux tours de bureau connues sous le nom de Metrotowers.